# Honda DN-01
Die Honda DN-01 ist ein Motorrad des japanischen Herstellers Honda. Der Cruiser wurde 2005 auf der Tokyo Motor Show als Designstudie und 2007 auf der Mailänder EICMA als Serienmaschine vorgestellt. Verkaufsstart in Japan und Europa war 2008, in den USA 2009. Die Abkürzung DN leitet sich von Dream New Concept ab, der Werkscode lautet RC55.

## Konzeption
Die DN-01 ist konzeptionell eine Mischung aus Motorrad und Roller, wobei gegen die Klassifikation als Motorrad der lange Radstand von 1605 mm und die eigenwillige Karosserie spricht. Für eine Charakterisierung als Motorroller fehlt der DN-01 ein Staufach und ein Wetterschutz, für einen klassischen Cruiser ist sie zu untermotorisiert. 2008 wurde lediglich 150 Motorräder nach Deutschland geliefert. Der Pressereferent von Honda Aaron Lang begründete die geringen Verkaufszahlen wie folgt: „Das Fahrzeug sollte von Anfang an ein Technologieträger sein, eine Studie, die Wirklichkeit werden durfte – ohne den Zwang großer Absatzzahlen.“ Bereits zwei Jahre nach Verkaufsstart wurde die Produktion eingestellt.

## Konstruktion

### Antrieb
Die DN-01 wird angetrieben von dem technisch abgewandelten Motor der Honda NT 700V Deauville und Honda XL 700 V Transalp. Der flüssigkeitsgekühlte Zweizylindermotor erzeugt aus 680 cm³ Hubraum eine Nennleistung von 45 kW (61 PS) und ein maximales Drehmoment von 64 Nm bei einer Drehzahl von 6000 min−1. Der quer eingebaute V-Motor hat einen Zylinderwinkel von 52 Grad. Die zwei Zylinder des Viertaktmotors haben eine Bohrung von 81 mm Durchmesser, die Kolben einen Hub von 66 mm bei einem Verdichtungsverhältnis von 10:1. Jeder Zylinderkopf hat eine obenliegende Nockenwelle, welche über Kipphebel zwei Einlass- und zwei Auslassventile ansteuert.
Das Motorrad beschleunigt in 7,6 Sekunden von 0 auf 100 km/h und erreicht eine Höchstgeschwindigkeit von 170 km/h.

### Kraftübertragung
Der Primärtrieb erfolgt über Zahnräder, die Krafttrennung und Drehmomentumwandlung durch ein als Human Friendly Transmission (HFT) bezeichnetes stufenloses Getriebe. Eine Fliehkraftkupplung überträgt das Drehmoment des Motors auf eine Hydraulikpumpe, die Hydraulikdruck erzeugt. Ein Hydraulikmotor wandelt den Hydraulikdruck in Antriebsleistung zurück. Der Sekundärantrieb erfolgt über einen innenlaufenden Kardanantrieb.

### Elektrische Anlage
Die Starterbatterie hat eine Kapazität von 12 Ah und versorgt den elektrischen Anlasser. Die Lichtmaschine erzeugt eine elektrische Leistung von 450 Watt.

### Kraftstoffversorgung
Die Gemischbildung erfolgt durch eine als Programmed-Fuel Injection (PGM-FI) bezeichnete, computergesteuerte Kraftstoffeinspritzung. Der durchschnittliche Kraftstoffverbrauch beträgt 6,9 Liter auf 100 km bei einer Geschwindigkeit von 120 km/h. Der Kraftstofftank hat ein Volumen von 15,1 Liter, davon sind 3 Liter Reserve. Der Hersteller empfiehlt die Verwendung von bleifreiem Motorenbenzin mit einer Klopffestigkeit von mindestens 95 Oktan und gibt eine theoretische Reichweite von 217 km an.
Die Abgasnachbehandlung der Zweikammer-Auspuffanlage erfolgt durch einen geregelten Katalysator und unterschreitet die Schadstoffgrenzwerte der Abgasnorm Euro-3.

### Fahrwerk
Das Fahrwerk baut auf einem Doppelschleifenrahmen aus Stahlrohren auf und hat hinten eine Einarmschwinge aus Aluminium. Das Vorderrad wird von einer Teleskopgabel mit 41 mm Standrohrdurchmesser geführt.
Am Vorderreifen verzögert eine Doppelscheibenbremse mit Drei-Kolben-Schwimmsätteln, hinten eine Scheibenbremse mit Zwei-Kolben-Schwimmsattel. Ein kombiniertes, als CBS bezeichnetes Antiblockiersystem unterstützt die Verzögerung an beiden Bremsen.

## Kritiken
„Was jetzt – Fisch oder Fleisch? Weder noch, irgendwie sitzt die DN-01 zwischen allen Stühlen. Honda paart das Hightech-Getriebe mit zu wenig PS und offeriert es im falschen Motorrad. Es bleibt die Frage, wem das Unternehmen diese Maschine verkaufen will. Chopper- und Cruiser-Fahrer werden sich kaum mit dem Design anfreunden können. Rollerfahrer vermissen den Durchstieg und den Stauraum unter der Sitzbank und monieren die für den Stadtverkehr zu großen Ausmaße. Der Zweiradreisende findet eine anstrengende Sitzhaltung, doch weder Wetterschutz noch Möglichkeiten für den Gepäcktransport.“

„Schade eigentlich, dass der DN-01 keine große Fangemeinde vergönnt sein wird. Honda, der Hersteller, von dem man es am wenigsten erwarten durfte, hat sich zu einer avantgardistischen Design-Innovation durchgerungen. Aber dann die Chance verschenkt, ein fantastisches Getriebe mit einem schwachbrüstigen Motor verbandelt, und es in einem fernöstlichen Diwan verbaut.“

„Zum Reisen taugt die DN-01 weniger: Im Zubehörprogramm ist zwar ein Navigationssystem, aber keinerlei Gepäcksystem. Dafür gibt’s eine Sozius-Lehne. 11.790 Euro ist die unverbindliche Honda-Preisempfehlung, CBS-ABS eingeschlossen. Viel Geld für ein ansonsten weitgehend nutzwertfreies Vehikel, das unterm Strich weitaus mehr Motorrad als Roller ist. Exklusiv ist das Gefährt allemal.“

„Von Schräglagenfreiheit und einem sportlich motivierten Fahrwerk kann der DN-01-Pilot nur träumen. Seine Sänfte spricht zwar sauber und synchron an, ist aber mit ihrer Gesamtauslegung auf der ganz komfortablen Seite. Soll heißen, zwei Bodenwellen hintereinander reichen und die Federelemente gehen auf Block.“